# Brigitte Kren
Brigitte Kren, née le 27 janvier 1954 à Graz est une actrice autrichienne.

## Biographie
Elle suit par intermittence une formation d'actrice de 1982 à 1986. Par ailleurs, elle suit une formation de danseuse mais aussi d'assistante médicale. En 2003, pour son rôle dans Taxi für eine Leiche, elle est nommée comme meilleure actrice dans un téléfilm au Romy. Elle se fait connaître par sa participation à la série télé Quatuor pour une enquête. Dans L'Affaire Rachel Singer, elle joue une infirmière allemande avec Helen Mirren.

## Filmographie
- 1995: Die Ameisenstraße
- 1997: Kaisermühlen Blues (de) (série télévisée)
- 1997: Suzie Washington
- 1999: Banlieue nord
- 2002: Taxi für eine Leiche
- 2002: Nacktschnecken
- 2003: Rex, chien flic (série télévisée)
- 2003: Blatt und Blüte (TV)
- Depuis 2004: Quatuor pour une enquête (série télévisée)
- 2004: Crash Test Dummies
- 2005: Die Ohrfeige (TV)
- 2005: Brüder III – Auf dem Jacobsweg (TV)
- 2005: Slumming
- 2005: Import/Export
- 2006: La Clinique du cœur (de) – Eine Frage des Herzens
- 2007: La Clinique du cœur – Tombée du ciel
- 2007: Le Lion noir (TV)
- 2008: Schnell ermittelt (de) (série télévisée)
- 2008: Kleine Fische
- 2010: SOKO Donau (de)
- 2010: L'Affaire Rachel Singer
- 2010: Rammbock
- 2011: Bollywood dans les Alpes (TV)
- 2013: Blutgletscher
- 2013: Und Äktschn! (de)
- 2013: Tom Turbo (de) (série télévisée)